# College Road Trip
College Road Trip is een Amerikaanse film van Disney uit 2008 geregisseerd door Roger Kumble. De hoofdrollen worden vertolkt door Martin Lawrence en Raven-Symoné.

## Verhaal
Melanie Porter (Raven-Symoné) wil in de herfst naar de Universiteit van Georgetown (in Washington D.C.) gaan, maar haar vader Martin Lawrence wil haar op een veilige Universiteit dicht bij huis hebben. Als Melanie hoort dat ze op gesprek kan bij Georgetown kan haar moeder niet mee dus zou ze met haar vriendinnen gaan Brenda song en Margo Harshman. Haar vader steekt hier een stokje voor door te vertellen dat ze met hem een "College road trip" moet maken. Waarbij ze vaak de zingende vader en dochter Doug en Wendy Greenhut tegenkomen (Donny Osmond & Molly Ephraim). Ook komen ze langs Melanies oma en komen grappig aan op de universiteit in Georgetown.